# Calle de San Vicente el Real
La calle de San Vicente el Real es una vía pública de la ciudad española de Segovia.

## Descripción
La vía, que discurre de la mano del río Ciguiñuela, alberga el monasterio de Santa María y San Vicente el Real. Aparece descrita en Las calles de Segovia (1918) de Mariano Sáez y Romero con las siguientes palabras:

San Vicente.—Esta calle sale de la del Puente, pasando el Ciguiñuela, y llega hasta la Alameda de Santa Ana. Es un camino en suave curva limitada en parte por altas tapias y que a su final tiene una fábrica que fué de papel de buena calidad, una de las que fundara Riber, y que actualmente lo es de colchones y preparación de lana y borra para los mismos. A su izquierda, pero fuera del camino, marcha el Ciguiñuela, verificándose muy cerca su confluencia con el Eresma. En su comienzo y en el puente sobre el Ciguiñuela, hay otro edificio que fué también en tiempos fábrica de papel. En lo alto de la cuesta y rodeado de casas, se hallan el convento e iglesia de San Vicente, habitado por religiosas Bernardas. Según se lee en la iglesia, en una inscripción que hay en su altura en el interior, fué hasta el año 140 templo dedicado a Júpiter, y quemado por fuego del cielo, fué en 919 edificado el templo dedicado a San Vicente, con monjas de la regla de San Benito y luego a instancia de Alfonso VII, de la del Císter. Es uno de los edificios más antiguos de Segovia, si bien con grandes renovaciones, pues hay trozos de diversas épocas. Las columnas del ábside, bizantinas, son del siglo XIII. Ha sufrido dos grandes fuegos en los siglos II y XIV.
(Sáez y Romero, 1918, pp. 178-179)